# Heinrich von Ewald
Georg Heinrich August von Ewald, född den 16 november 1803 i Göttingen, död den 4 maj 1875 där, var en tysk orientalist och bibelforskare.
Ewald blev 1827 extra ordinarie och 1831 ordinarie professor i filosofi vid universitetet i Göttingen. År 1835 erhöll han professuren i orientaliska språk.
Som en av de sju Göttingenprofessorerna, vilka protesterade mot upphävandet av den hannoverska grundlagen, blev han 1837 avsatt från sitt ämbete, men utnämndes 1838 till professor i Tübingen, först inom filosofi, 1841 inom teologiska fakulteten. År 1848 återvände han dock till Göttingen.
Ewalds arbeten om hebreiska språkets grammatik, bibelns exegetik och det israelitiska folkets historia har varit epokgörande för forskningarna på dessa områden, fastän hans påståenden ej sällan vittnade om en hög grad av självsäkerhet och hänsynslöshet. Hans exegetiska ståndpunkt var moderat bibelkritisk.
Viktigast bland hans arbeten är: Kritische Grammatik der hebräischen Sprache (1827. utgiven flera gånger under titel Ausführliches Lehrbuch der hebräischen Sprache; 8:e upplagan 1870), Die poetischen Bücher des Alten Bundes (1835-39; 2:a upplagan 1866 ff.), Geschichte des Volkes Israel (1843-52; 3:e upplagan, 7 band, 1864-69) och Die Lehre der Bibel von Gott oder Theologie des Alten und Neuen Bundes (4 band, 1871-78). 
Även de övriga österländska språken, särskilt arabiskan, arameiskan, etiopiskan, persiskan och sanskrit, gjorde Ewald till föremål för djupgående studier. Ett för sin tid mycket förtjänstfullt arbete var Grammatica critica linguae arabicae (1831-33). I Sprachwissenschaftliche Abhandlungen (1861 ff.) sökte han bryta en ny väg för bevisen om den inre frändskapen mellan alla jordens språk. 
Även som universitetslärare var Ewald synnerligen framstående, och många lärda män ha utgått ur hans skola. Därjämte fann han tid att i tal och skrift inlägga sitt votum i de från 1862 fortgående kyrkliga striderna i Hannover, och han var 1863 en av upphovsmännen till den nya hannoverska kyrkolagen. 
Efter tyska kriget 1866 och Hannovers införlivande med Preussen blev Ewald, som vägrade att avlägga trohetsed åt sin nye monark, försatt ur tjänstgöring och 1868 berövad "venia legendi". Från den tiden uppträdde han som öppen motståndare till den nya ordningen och kämpade, dels genom flygskrifter, dels såsom representant för staden Hannover i nordtyska och tyska riksdagen, på det hänsynslösaste sätt mot annexionspolitiken.